# Weißenbach (Inn)
Der Weißenbach ist ein linker Zufluss des Inns in Tirol, der das Halltal entwässert.

## Verlauf

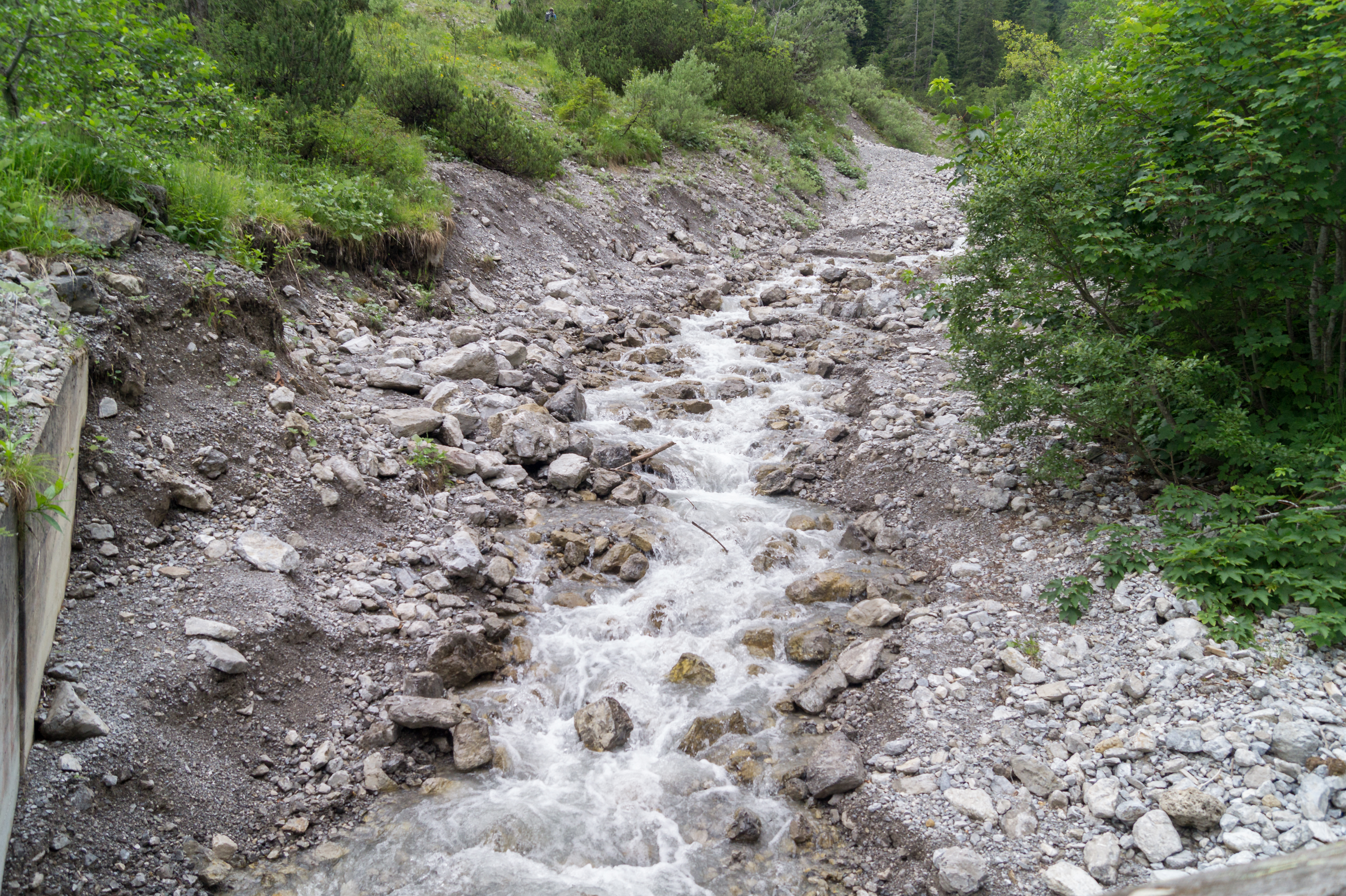
Der Nebenfluss Eibentalbach

Der Bach entspringt als Issbach am Issanger in einer Höhe von 1584 m ü. A. und fließt durch das Isstal in Richtung Osten. Unterhalb von St. Magdalena vereinigt er sich mit dem Bergbach, auch Salzbergbach oder Eibentalbach genannt, der aus dem ehemaligen Salzbergwerk kommt. Als Halltalbach durchfließt er das Halltal zunächst in östlicher, dann in südlicher Richtung. 
Beim Hackl-Anwesen am Talausgang wird der Bach aufgeteilt, der Hauptteil fließt in einem breiten, schotterbesetzten Bachbett als Weißenbach durch die Milser Heide und bildet die westliche Gemeindegrenze von Mils zu Absam und Hall in Tirol. Dort wurde der Weißenbach bereits mehrere Male begradigt, da er den Ort schon mehrmals überschwemmt hatte. Der andere Teil fließt als Amtsbach nach Absam, wo der Baubach östlich abzweigt. Amtsbach und Baubach wurden künstlich angelegt, um in Absam und Hall Mühlen, Schmieden und andere Werke anzutreiben. Der Amtsbach mündet im Zentrum von Hall in den Arzler Bach, der seit den Drainierungen der Haller Au im späten 16. Jahrhundert die Haller Altstadt durchquert, und unmittelbar oberhalb der Weißenbachmündung bei der Unteren Lend zum Inn geht. Der Baubach wird seit 2007 auf Höhe Krüseweg nahe der Gemeindegrenze zu Hall in den Regenentlastungskanal eingeleitet, der in den Weißenbach zurück fließt.

Seitenarme
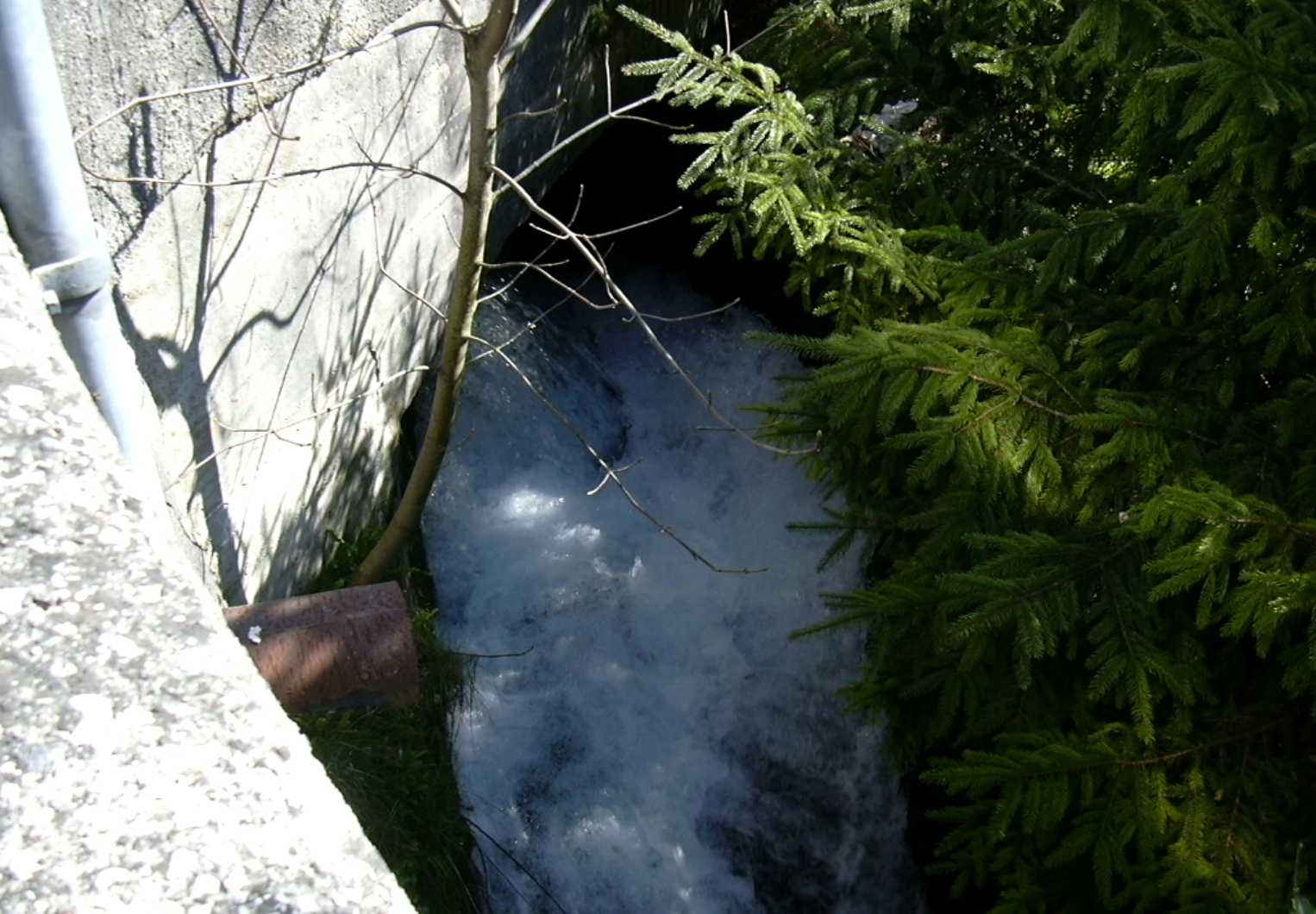
Der Amtsbach durch Absam Dorfmitte
Der Baubach durch Eichat

## Einzugsgebiet und Wasserführung
Der Weißenbach entwässert ein Einzugsgebiet von 20,4 km², dessen höchster Punkt der Große Bettelwurf mit 2726 m ü. A. ist.
Unterhalb der 2. Ladhütte im Halltal (rund 6 km oberhalb der Mündung) beträgt der mittlere Abfluss (MQ) rund 1,1 m³/s. Das Abflussregime ist stark jahreszeitlich bedingt, der höchste Abfluss erfolgt im Sommer, der niedrigste im Februar und März. Während der Abfluss des Bergbaches im Winter rund ein Sechstel der Sommermenge beträgt, kann der Issbach in den Wintermonaten von Jänner bis April oft völlig austrocknen.

## Nutzung
1913 wurde das Halltalkraftwerk der Stadt Hall bei der Walderbrücke in Betrieb genommen, das eine Engpassleistung von etwa 1800 kW aufweist.
Quellfassungen von Zuflüssen des Halltalbachs versorgen mehr als 20.000 Menschen in Hall und Absam mit Trinkwasser. Seit Anfang der 2000er Jahre liefern die Trinkwasserkraftwerke Stollenkraftwerk Bettelwurfquellen und Jakobibründl sowie seit 2006 das Trinkwasserkraftwerk Walderstraße Strom mit einer Engpassleistung von etwa 85 bzw. 325 kW.